# Trachyrincus
A Trachyrincus a sugarasúszójú halak (Actinopterygii) osztályának a tőkehalalakúak (Gadiformes) rendjébe, ezen belül a hosszúfarkú halak (Macrouridae) családjába tartozó nem.

## Rendszerezés
A nembe az alábbi 6 faj tartozik:
- Trachyrincus aphyodes McMillan, 1995
- Trachyrincus helolepis Gilbert, 1892
- Trachyrincus longirostris (Günther, 1878)
- Trachyrincus murrayi Günther, 1887
- Trachyrincus scabrus (Rafinesque, 1810) - típusfaj
- Trachyrincus villegai Pequeño, 1971